# Julie Kaufmannová
Julie Kaufmannová (* 25. května 1955 Iowa) je americká operní zpěvačka (soprán) a učitelka zpěvu.

## Život
Studovala hru na klavír u Jamese Averyho a zpěv u Heralda Starka na University of Iowa v Iowa City. Stala se tam členkou Centra nové hudby (Center for New Music). Poté studovala zpěv u Carol Smith v Mezinárodním operním studiu (Internationales Opernstudio - IOS) v Curychu a u Judith Beckmann a Ariberta Reimanna na Univerzitě hudby a divadla Hamburk (Hochschule für Musik und Theater Hamburg). Diplom získala v roce 1988. Působila v Bavorské státní opeře a od roku 1992 byla docentkou na Konzervatoři Richarda Strausse v Mnichově (Richard-Strauss-Konservatorium München). V roce 1999 se stala profesorkou zpěvu na Berlínské univerzitě umění.
Spolupracovala s hudebníky jako Irwin Gage, Donald Sulzen, Axel Bauni a Wolfram Rieger, dále Daniel Barenboim, Wolfgang Sawallisch, Jeffrey Tate, Sir Neville Marriner, Sir Colin Davis, Bernard Haitink a Kurt Masur. Vystupovala s renomovanými orchestry. Zpívala v evropských metropolích a na známých hudebních festivalech.
Její sestra je zpěvačka Elise Kaufmannová.

## Vyznamenání
- 1991: Bavorská komorní zpěvačka (Bayerische Kammersängerin)
- 2000: Bayerischer Verdienstorden